# Marie Johansson
Karin Marie Johansson (ur. 30 czerwca 1963 w Furudal) – szwedzka biegaczka narciarska, zawodniczka klubu Dala-Järna IK.

## Kariera
W Pucharze Świata zadebiutowała 19 lutego 1982 roku w Holmenkollen, zajmując szóste miejsce w biegu na 10 km. Tym samym już w swoim debiucie zdobyła pierwsze pucharowe punkty. Na podium zawodów tego cyklu jedyny raz stanęła 13 grudnia 1986 roku w Val di Sole, kiedy rywalizację w biegu na 5 km ukończyła na drugiej pozycji. W zawodach tych rozdzieliła dwie Norweżki Brit Pettersen i Grete Ingeborg Nykkelmo. Najlepsze wyniki osiągnęła w sezonie 1981/1982, kiedy zajęła dziesiąte miejsce w klasyfikacji generalnej.
W 1982 roku wzięła udział w mistrzostwach świata w Oslo, gdzie była między innymi szósta w sztafecie i biegu na 10 km oraz siódma na dystansie 20 km. Na rozgrywanych trzy lata później mistrzostwach świata w Seefeld zajęła siódme miejsce w sztafecie, a w biegu na 5 km była siedemnasta. Brała też udział w igrzyskach olimpijskich w Calgary w 1988 roku, gdzie w swoim jedynym starcie zajęła 21. miejsce w biegu na 5 km.
Jej mężem został szwedzki biegacz narciarski, Gunde Svan.

## Osiągnięcia

### Igrzyska olimpijskie
| Miejsce | Dzień     | Rok  | Miejscowość | Konkurencja            | Czas biegu | Strata  | Zwyciężczyni     |
| ------- | --------- | ---- | ----------- | ---------------------- | ---------- | ------- | ---------------- |
| 21.     | 17 lutego | 1988 | Calgary     | 5 km stylem klasycznym | 15:04,0    | +1:08,1 | Marjo Matikainen |

### Mistrzostwa świata
| Miejsce | Dzień       | Rok  | Miejscowość | Konkurencja             | Czas biegu | Strata  | Zwyciężczyni            |
| ------- | ----------- | ---- | ----------- | ----------------------- | ---------- | ------- | ----------------------- |
| 6.      | 19 lutego   | 1982 | Oslo        | 10 km stylem dowolnym   | 29:25,9    | +1:03,4 | Berit Aunli             |
| 18.     | 21 lutego   | 1982 | Oslo        | 5 km stylem dowolnym    | 14:30,2    | ?       | Berit Aunli             |
| 6.      | 24 lutego   | 1982 | Oslo        | Sztafeta 4 × 5 km       | 1:02:15,9  | +2:19,9 | Norwegia                |
| 7.      | 26 lutego   | 1982 | Oslo        | 20 km stylem klasycznym | 14:30,2    | +1:50,3 | Raisa Smietanina        |
| 33.     | 19 stycznia | 1985 | Seefeld     | 10 km stylem dowolnym   | 30:54,8    | +3:38,3 | Anette Bøe              |
| 17.     | 21 stycznia | 1985 | Seefeld     | 5 km stylem klasycznym  | 15:14,8    | +58,4   | Anette Bøe              |
| 7.      | 23 stycznia | 1985 | Seefeld     | Sztafeta 4 × 5 km       | 1:04:50,1  | +4:33,1 | ZSRR                    |
| 26.     | 26 stycznia | 1985 | Seefeld     | 20 km stylem klasycznym | 59:19,1    | +5:31,5 | Grete Ingeborg Nykkelmo |

### Puchar Świata

#### Miejsca w klasyfikacji generalnej
- sezon 1981/1982: 10.
- sezon 1983/1984: 30.
- sezon 1984/1985: 23.
- sezon 1985/1986: 29.
- sezon 1986/1987: 17.

#### Miejsca na podium
| Nr | Dzień      | Rok  | Miejscowość | Konkurencja            | Czas biegu | Miejsce | Strata | Zwyciężczyni   |
| -- | ---------- | ---- | ----------- | ---------------------- | ---------- | ------- | ------ | -------------- |
| 1. | 13 grudnia | 1986 | Val di Sole | 5 km stylem klasycznym | ?          | 2.      | ?      | Brit Pettersen |